# Réacteur HT-7
Le HT-7, ou Hefei Tokamak-7 (chinois simplifié : 合肥托卡马克7号 ; chinois traditionnel : 合肥託卡馬克7號 ; pinyin : Héféi tuō kǎ mǎkè 7 hào), est un réacteur de fusion nucléaire supraconducteur tokamak expérimental construit à Hefei, en Chine. Le but étant d'étudier les phénomènes d'énergie de fusion. Le HT-7 a été développé avec l'aide de la Russie et était basé sur l'ancien réacteur tokamak russe T-7. Le réacteur a été construit par l'Institut de physique des plasmas basé à Hefei sous la direction de l'Académie chinoise des sciences. 
La construction du HT-7 a été achevée en mai 1994, les tests finaux étant réalisés en décembre de la même année, permettant aux expériences de commencer. 
Le HT-7 a été remplacé par le Experimental Advanced Superconducting Tokamak (EAST) construit à Hefei par l'Institut de physique des plasmas en tant que réacteur expérimental avant l'achèvement d'ITER.